# Berlé
Pour les articles homonymes, voir Berle.
Berlé (luxembourgeois : Bärel) est une section de la commune luxembourgeoise de Winseler située dans le canton de Wiltz. En juillet 2006, le village comptait 101 habitants.
Berlé est situé à proximité immédiate de Pommerloch.